# Druschinino (Swerdlowsk)
Druschinino (russisch Дружи́нино) ist eine Siedlung städtischen Typs in der Oblast Swerdlowsk in Russland mit 3793 Einwohnern (Stand 14. Oktober 2010).

## Geographie
Der Ort liegt knapp 70 km Luftlinie westlich des Oblastverwaltungszentrums Jekaterinburg auf der westlichen, europäischen Seite des mittleren Ural. Er befindet sich am linken Ufer der Utka, eines linken Nebenflusses der Tschussowaja.
Druschinino gehört zum Rajon Nischneserginski und liegt knapp 20 km nordöstlich von dessen Verwaltungszentrum Nischnije Sergi. Die Siedlung ist Sitz der Stadtgemeinde Druschininskoje gorodskoje posselenije, zu der außerdem das Dorf Perwomaiskoje (4 km nördlich) sowie die Siedlungen Lasorewy (2 km südlich) und Soldatka (8 km westnordwestlich) gehören.

## Geschichte

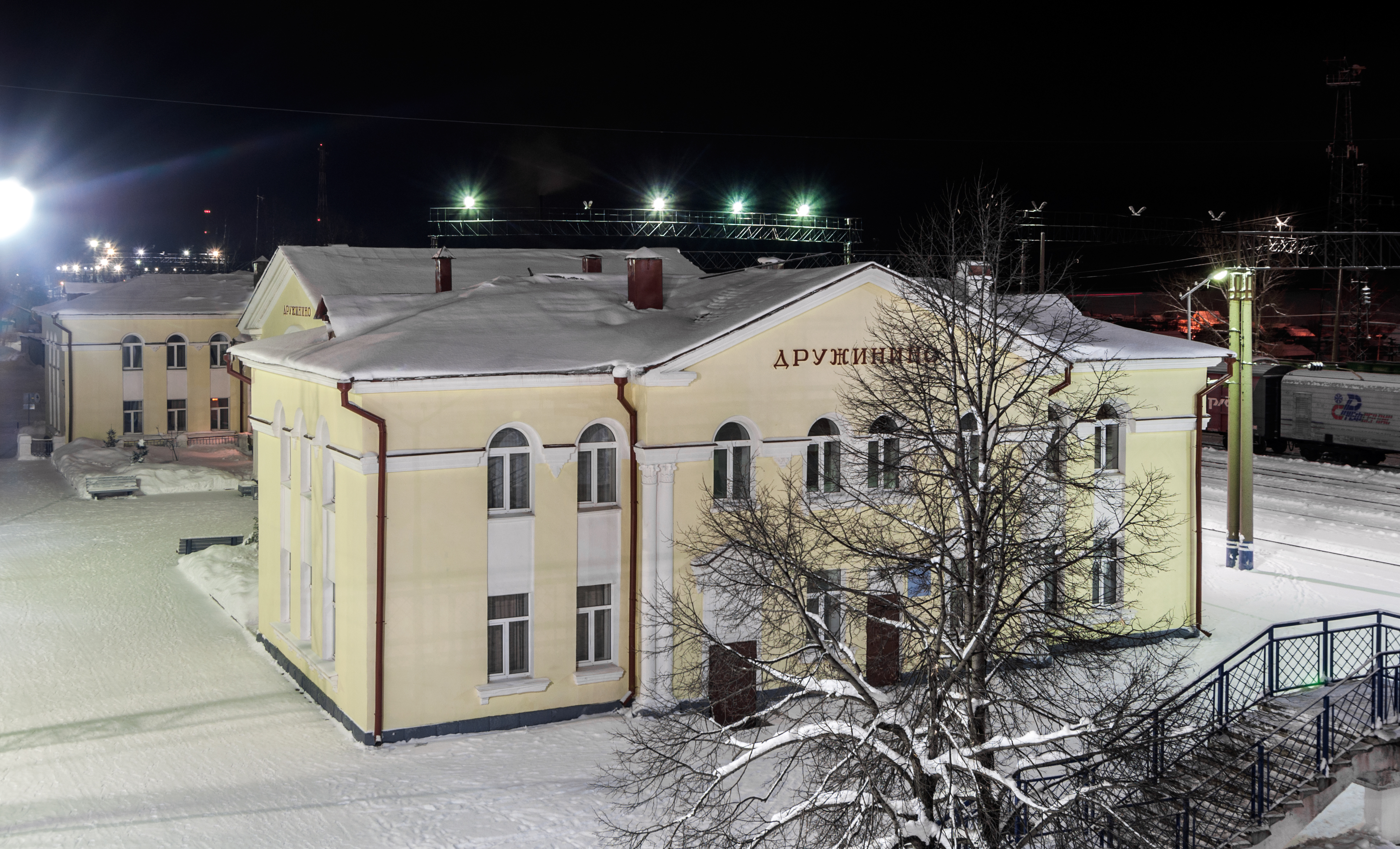
Bahnhof Druschinino

Der Ort entstand im Zusammenhang mit dem Eisenbahnbau in den 1910er-Jahren: 1913 begann der Bau der Strecke Kasan – Jekaterinburg, und 1914 wurde dort die Station Druschinino der dort kreuzenden, auf ganzer Länge 1916 als West-Ural-Eisenbahn eröffneten Strecke von Kalino (bei Tschussowoi) nach Berdjausch eröffnet. Die Stationssiedlung wurde zunächst vom 1723 gegründeten nahen Dorf Grobowo (heuße Perwomaiskoje) verwaltet.
Mit dem 1933 beginnenden Abbau eines nahegelegenen Kalksteinvorkommens wuchs die Bedeutung des Ortes weiter, und 1938 erhielt er den Status einer Siedlung städtischen Typs.

### Bevölkerungsentwicklung
| Jahr | Einwohner |
| ---- | --------- |
| 1939 | 3116      |
| 1959 | 4709      |
| 1970 | 4703      |
| 1979 | 3361      |
| 1989 | 3954      |
| 2002 | 2945      |
| 2010 | 3493      |

Anmerkung: Volkszählungsdaten

## Verkehr
Durch Druschinino verläuft die 1920 durchgehend in Betrieb genommene Eisenbahnstrecke Moskau – Kasan – Jekaterinburg (Streckenkilometer 1574), eine Alternativroute der Transsibirischen Eisenbahn. Seit der Elektrifizierung der Strecke ist Druschinino Systemwechselbahnhof zwischen 3 kV Gleichstrom Richtung Jekaterinburg und 25 kV/50 Hz Wechselstrom Richtung Kasan. In Druschinino kreuzt die Nebenstrecke Kalino – Berdjausch (in südlicher Richtung ab Nischnije Sergi seit 2011 faktisch außer Betrieb, jedoch nicht stillgelegt).
Einige Kilometer nördlich von Druschinino führt die föderale Fernstraße M12 Moskau – Tjumen vorbei, von der dort eine Regionalstraße über Michailowsk, Arti und Krasnoufimsk zurück zur R243 bei Atschit abzweigt. 